# Labdarúgás az 1996. évi nyári olimpiai játékokon
Az 1996. évi nyári olimpiai játékokon a labdarúgó-tornákat július 20. és augusztus 3. között rendezték.

## Éremtáblázat
(A rendező ország csapata eltérő háttérszínnel, az egyes számoszlopok legmagasabb értéke, vagy értékei vastagítással kiemelve.)
| Az 1996. évi nyári olimpiai játékok éremtáblázata labdarúgásban | Az 1996. évi nyári olimpiai játékok éremtáblázata labdarúgásban | Az 1996. évi nyári olimpiai játékok éremtáblázata labdarúgásban | Az 1996. évi nyári olimpiai játékok éremtáblázata labdarúgásban | Az 1996. évi nyári olimpiai játékok éremtáblázata labdarúgásban | Olimpia  |
| --------------------------------------------------------------- | --------------------------------------------------------------- | --------------------------------------------------------------- | --------------------------------------------------------------- | --------------------------------------------------------------- | -------- |
|                                                                 | Ország                                                          | Arany                                                           | Ezüst                                                           | Bronz                                                           | Összesen |
| 1.                                                              | Nigéria (NGR)                                                   | 1                                                               | 0                                                               | 0                                                               | 1        |
|                                                                 | Egyesült Államok (USA)                                          | 1                                                               | 0                                                               | 0                                                               | 1        |
| 3.                                                              | Argentína (ARG)                                                 | 0                                                               | 1                                                               | 0                                                               | 1        |
|                                                                 | Kína (CHN)                                                      | 0                                                               | 1                                                               | 0                                                               | 1        |
| 5.                                                              | Brazília (BRA)                                                  | 0                                                               | 0                                                               | 1                                                               | 1        |
|                                                                 | Norvégia (NOR)                                                  | 0                                                               | 0                                                               | 1                                                               | 1        |
|                                                                 |                                                                 |                                                                 |                                                                 |                                                                 |          |
| Összesen                                                        | Összesen                                                        | 2                                                               | 2                                                               | 2                                                               | 6        |

## Érmesek

### Férfi torna
| Az 1996. évi nyári olimpiai játékok érmesei férfi labdarúgásban | Az 1996. évi nyári olimpiai játékok érmesei férfi labdarúgásban | Az 1996. évi nyári olimpiai játékok érmesei férfi labdarúgásban | Az 1996. évi nyári olimpiai játékok érmesei férfi labdarúgásban |
| Arany | Ezüst | Bronz |                                                                 |
| Nigéria (NGR) | Argentína (ARG) | Brazília (BRA) |                                                                 |
| --- | --- | --- | --------------------------------------------------------------- |
| Daniel Amokachi Emmanuel Amunike Tijjani Babangida Celestine Babayaro Emmanuel Babayaro Teslim Fatusi Victor Ikpeba Dosu Joseph Nwankwo Kanu Garba Lawal Abiodun Obafemi Kingsley Obiekwu Uche Okechukwu Jay-Jay Okocha Sunday Oliseh Mobi Oparaku Wilson Oruma Taribo West Edző: Jo Bonfrere | Matías Almeyda Roberto Ayala Christian Bassedas Carlos Bossio Pablo Cavallero José Chamot Hernán Crespo Marcelo Delgado Marcelo Gallardo Claudio López Gustavo López Hugo Morales Ariel Ortega Pablo Paz Héctor Pineda Roberto Sensini Diego Simeone Javier Zanetti Edző: Daniel Passarella | Dida Zé María Aldair Ronaldo Flavio Conceição Roberto Carlos Bebeto Amaral Juninho Rivaldo Sávio Danrlei Narciso André Luiz Zé Elias Marcelinho Paulista Luizão Ronaldo Guiaro Edző: Mário Zagallo |                                                                 |

### Női torna
| Az 1996. évi nyári olimpiai játékok érmesei női labdarúgásban | Az 1996. évi nyári olimpiai játékok érmesei női labdarúgásban | Az 1996. évi nyári olimpiai játékok érmesei női labdarúgásban | Az 1996. évi nyári olimpiai játékok érmesei női labdarúgásban |
| Arany | Ezüst | Bronz |                                                               |
| Egyesült Államok (USA) | Kína (CHN) | Norvégia (NOR) |                                                               |
| --- | --- | --- | ------------------------------------------------------------- |
| Michelle Akers Brandi Chastain Joy Fawcett Julie Foudy Carin Gabarra Mia Hamm Mary Harvey Kristine Lilly Shannon MacMillan Tiffeny Milbrett Carla Overbeck Cindy Parlow Tiffany Roberts Briana Scurry Tisha Venturini Staci Wilson | Vang Li-ping (Wang Liping) Fan Jün-csie (Fan Yunjie) Jü Hung-csi (Yu Hongqi) Csen Jü-feng (Chen Yufeng) Vej Haj-jing (Wei Haiying) Csao Li-hung (Zhao Lihong) Si Kuj-hung (Shi Guihong) Suj Csing-hszia (Shui Qingxia) Szun Ven (Sun Wen) Hszie Huj-lin (Xie Huilin) Ven Li-zsung (Wen Lirong) Kao Hung (Gao Hong) Szun Csing-mej (Sun Qingmei) Liu Jing (Liu Ying) Liu Aj-ling (Liu Ailing) | Ann Kristin Aarønes Agnete Carlsen Gro Espeseth Tone Gunn Frustøl Tone Haugen Linda Medalen Merete Myklebust Bente Nordby Anne Nymark Andersen Nina Nymark Andersen Marianne Pettersen Hege Riise Brit Sandaune Reidun Seth Heidi Støre Tina Svensson Trine Tangeraas Kjersti Thun |                                                               |

## Magyar férfi labdarúgócsapat tagjai
Dunai Antal szövetségi kapitány
Bükszegi Zoltán, Dombi Tibor, Dragóner Attila, Egressy Gábor, Herczeg Miklós, Lendvai Miklós, Lisztes Krisztián, Madar Csaba, Molnár Zoltán, Pető Zoltán, Preisinger Sándor, Sáfár Szabolcs, Sándor Tamás, Sebők Vilmos, Szanyó Károly, Szatmári Csaba, Zavadszky Gábor
Tartalék: Szűcs Lajos

## Magyar válogatott mérkőzései
| Team               | Pld | W | D | L | GF | GA | GD | Pts |
| ------------------ | --- | - | - | - | -- | -- | -- | --- |
| Brazília (BRA)     | 3   | 2 | 0 | 1 | 4  | 2  | +2 | 6   |
| Nigéria (NGR)      | 3   | 2 | 0 | 1 | 3  | 1  | +2 | 6   |
| Japán (JPN)        | 3   | 2 | 0 | 1 | 4  | 4  | 0  | 6   |
| Magyarország (HUN) | 3   | 0 | 0 | 3 | 3  | 7  | −4 | 0   |

| 1996. július 22. 00:30 |

| Nigéria (NGR) | 1-0         | Magyarország (HUN) |
| ------------- | ----------- | ------------------ |
| Kanu 77'      | Jegyzőkönyv |                    |

| Camping World Stadion, Orlando Nézőszám: 60000 Játékvezető: Un-prasert Pirom (thaiföldi) |

| 1996. július 24. 02:30 |

| Brazília (BRA)                     | 3-1         | Magyarország (HUN) |
| ---------------------------------- | ----------- | ------------------ |
| Ronaldo 35' Juninho 61' Bebeto 84' | Jegyzőkönyv | Madar 57'          |

| Orange Bowl, Miami Nézőszám: 39000 Játékvezető: Al-Ghandour Gamal (egyiptomi) |

| 1996. július 26. 03:00 |

| Japán (JPN)                          | 3-2         | Magyarország (HUN)     |
| ------------------------------------ | ----------- | ---------------------- |
| Maszakijo 38' (bün.), 92' Uemura 91' | Jegyzőkönyv | Sándor T. 3' Madar 49' |

| Camping World Stadion, Orlando Nézőszám: 40000 Játékvezető: Bouchardeau Lucien (nigeri) |